# گردآوری فاینال فانتزی ۷
گردآوری فاینال فانتزی ۷ (به انگلیسی: Compilation of Final Fantasy VII) یک سری بازی رایانه‌ای منتشر شده توسط شرکت اسکور انیکس است. این بازی‌ها از سال ۲۰۰۳ عرضه شده است.